# Björn Berglund (författare)
Björn Fritiof Berglund, född 27 april 1938 i Mölndal, död 28 maj 2021 i Stensjöns distrikt i Mölndal, var en svensk författare. Han har varit gift med Karin Berglund.

## Priser och utmärkelser
- 1975 – Landsbygdens författarstipendium
- 2003 – Linnépriset
- 2015 – Samfundet De Nios Särskilda pris